# Norio Omura
Norio Omura (小村 徳男?, Omura Norio; Shimane, 6 settembre 1969) è un allenatore di calcio ed ex calciatore giapponese.

## Carriera
Ha giocato nei club come Yokohama F. Marinos, Vegalta Sendai, Sanfrecce Hiroshima, Yokohama FC e Gainare Tottori. Nel 2008, ha terminato la sua carriera da giocatore.
La sua carriera è iniziata nel 1995. È stato convocato nella nazionale giapponese per la Coppa del Mondo del 1998. In totale, il giocatore ha disputato 30 incontri e ha segnato 4 gol.